# Parco di Yumenoshima
Il parco di Yumenoshima (夢の島公園?, Yumenoshima Kōen) è un parco cittadino situato nel quartiere Kōtō di Tokyo.

## Storia
Il parco fu realizzato sul sito di una ex-discarica, in uso tra il 1957 e il 1967, e venne aperto il 1º ottobre 1978. Il 1º aprile 1996 è stato aperto lo stadio di atletica e nel 1998 è stato inaugurato il giardino botanico tropicale.
All'inizio del 2018 sono iniziati i lavori di costruzione dell'impianto per il tiro con l'arco, in previsione dei Giochi della XXXII Olimpiade. I lavori sono stati completati nel febbraio 2019. Dopo uno slittamento di un anno a causa della pandemia di COVID-19, tra il 23 e il 31 luglio 2021 l'impianto ha ospitato le competizioni olimpiche di tiro con l'arco. Dal 27 agosto al 4 settembre hanno invece avuto luogo le gare di tiro con l'arco paralimpico dei XVI Giochi paralimpici estivi.

## Caratteristiche
Il parco occupa una superficie totale di circa 433 200 m² ed è diviso dalla strada Meiji Dori in due zone, una ovest e una est, collegate tra loro da due cavalcavia, il ponte Nagisa e il ponte Kamome. Il parco ospita 10 300 alberi, tra cui Eucalyptus, Acacia dealbata, Cinnamomum camphora, Lithocarpus, Phoenix canariensis e Pinus thunbergii. Circa 50 000 m² del parco sono coperti da prato, mentre 11 700 m² sono occupati da arbusti.
All'interno del parco sono presenti le seguenti strutture:
- Stadio di atletica di Yumenoshima, con una capienza di 5 050 spettatori;[2]
- Centro culturale sportivo di Tokyo "BumB";
- Stadio di tiro con l'arco;[9]
- Sala espositiva della nave Daigo Fukuryu Maru;
- Giardino botanico tropicale di Yumenoshima;
- Porto turistico di Yumenoshima.[3]